# Сендеров, Ной Иосифович
Ной Иосифович Сендеров (27 июля 1921 — 27 июля 1994) — советский художник, деятель кино, художник-постановщик.
Работал на киностудии им. Горького.

## Фильмография
- 1958 — Память сердца[1]
- 1960 — Беззащитное существо (короткометражный)[2]
- 1960 — Леон Гаррос ищет друга[3]
- 1961 — 10 000 мальчиков[4]
- 1963 — Если ты прав…[5]
- 1964 — Всё для Вас
- 1967 — Разбудите Мухина!
- 1970 — Две улыбки[6]
- 1970 — Приключения жёлтого чемоданчика[7]
- 1973 — Таланты и поклонники[8]
- 1975 — Потрясающий Берендеев[9]
- 1975 — Ералаш — выпуск № 6 (весь, указан в общих титрах выпуска)
- 1976 — Ералаш — выпуск № 7 (весь, указан в общих титрах выпуска)
- 1977 — Есть идея![10]
- 1978 — Кузнечик[11]
- 1979 — Возьми меня с собой[12]
- 1981 — Шестой[13][14]
- 1983 — Талисман[15][16]